# Мартиг
Мартиг (на френски: Martigues) е град и община във Франция. Част е от депертамента Буш дю Рон в региона Прованс-Алпи-Лазурен бряг, северозападно от Марсилия. Разположен е на брега на лагуната Бер.
Селището е основано през 1232 г. от Раймон Беренгер IV, граф на Прованс.